# Rio Hondo (vattendrag i Belize)
Rio Hondo är ett vattendrag i Belize, på gränsen till Mexiko. Det ligger i den norra delen av landet, 140 km norr om huvudstaden Belmopan.